# Clambake
Clambake (no Brasil, O Barco do Amor), é um filme de comédia romântica de 1967, dirigido por Arthur H. Nadel e protagonizado por Elvis Presley.

## Sinopse
Scott Heyward (Elvis Presley), é um playboy, filho de um magnata do petróleo do Texas. Durante sua viagem em Miami, Scott conhece Tom Wilson (Will Hutchins), um homem pobre e humilde. Os dois se tornam amigos, e Scott acaba tendo uma ideia: trocar de identidade com Tom. Só assim ele poderia enxergar se os outros se interessam por ele por conta de sua pessoa e não pelo dinheiro. Com isso, Tom finge ser milionário e Scott, passa a ser um instrutor de esqui num hotel.

## Elenco
- Elvis Presley: Scott Heyward/"Tom Wilson"
- Shelley Fabares: Dianne Carter
- Will Hutchins: Tom Wilson/"Scott Heyward"
- Bill Bixby: James J. Jamison III
- Gary Merrill: Sam Burton
- James Gregory: Duster Heyward
- Suzie Kaye: Sally
- Harold Peary: Porteiro
- Marj Dusay: Garçonete
- Jack Good: Hathaway
- Olga Kaya: Gigi
- Angelique Pettyjohn: Gloria